# Fiscales de Chiloé

Cruz patriarcal, la insignia que caracteriza a los Fiscales de Chiloé.

Los fiscales de Chiloé son la institución laical más antigua de la Iglesia católica en Chile cuya fundación se remontaría al 17 de diciembre de 1621, fecha en que el gobernador Pedro Osores de Ulloa -por providencia fechada en Penco- permitió a los jesuitas la potestad de nombrar fiscales. Por parte de los eclesiásticos en tanto, dicha autorización formal se remitiría al año 1688, y más específicamente a los capítulos 7 y 9 de las constituciones emanadas del V Sínodo de Santiago de Chile convocado por el Obispo de Santiago Bernardo Carrasco Saavedra. Cabe indicar eso sí que, según documentación histórica (correspondencia de misioneros jesuitas), la figura del fiscal ya podía ser apreciada en la Isla Grande de Chiloé al menos en 1611.
Este es un modelo pastoral particular cuyo nacimiento se remonta a la primera etapa de evangelización en América, y que suponía la integración práctica, en la evangelización, de laicos (religiosos o seglares) y personas de la misma raza y condición; mientras que varios autores acotan que fue establecido en Chile por el Padre Luis de Valdivia en 1595, Rector del recientemente fundado Colegio de San Miguel, con el fin de intensificar la evangelización en el sur del país.
Actualmente vigente en las diócesis de Ancud, y de Puerto Montt es una institución laical que nace de la idea de los primeros misioneros de hacer al indígena un verdadero apóstol integrado en la ruta de evangelización, al que se les encomendaba la labor de cuidar pastoralmente, vale decir “fiscalizar" los lugares en los cuales no residía ni frecuentaba el sacerdote de manera permanente, detectando por cierto potenciales rebrotes de idolatría; en efecto, se puede indicar que:

«En general los fiscales, según la legislación conciliar, no sólo velan por el desaparecimiento de la idolatría, sino por la moral pública y las buenas costumbres, cuidando además de los enfermos, a quienes asisten espiritual y corporalmente».
 (Guarda en Los laicos en la cristianización de América, 2004, p.65)

## Origen

### Experiencias en América
El sistema de los fiscales de Chiloé (o simplemente fiscales) fue implementado por los misioneros jesuitas en virtud de los exitosos resultados vistos de su aplicación, tanto en el Virreinato de México como en el Virreinato del Perú; si bien es cierto esta institución no fue creada por la Compañía de Jesús, si había sido aplicada por estos en el trabajo evangelizador de Juli y de Santiago del Cercado en Lima, siguiendo las directrices del III Concilio Limeño. Sin embargo, la inclusión de este seglar como apoyo al sacerdote ya había sido tratada en los concilios limeños anteriores, ya sea de manera directa o indirecta.
En efecto, en la constitución 12 del I Concilio de Lima (1551-1552) se gestó por primera vez la inclusión del indígena como apoyo a la labor sacerdotal, aunque no en la forma de fiscal sino que como alguacil sin incluir por cierto, aspectos concernientes a la doctrina; en particular, se indicaba:

«en cada pueblo dos indios como alguaciles, de los que parecieren de más confianza y razón, de los cuales tengan cuenta de todos los indios e indias cristianos, grandes y pequeños, e de los nombres dellos, e de los casados, e de verlos que vuelven a sus ritos e costumbres, y dar razón dello al sacerdote. El cual sea obligado a tomar cuenta, a los menos dos veces en cada año, a las tales personas, de todos los baptizados y casados para que se sepa los que son muertos, y con los que fueren vivos tengan cuenta como viven» (constitución 12, I Concilio de Lima, 1552).

Por otro lado, es en el I Concilio de México (1555) donde se anexa la responsabilidad de adoctrinamiento al seglar indígena, ordenándose lo siguiente:

«(...) procuren con toda solicitud y cuidado, que cada año se dé á todos los pueblos vuelta examinando á cada uno en particular si sabe la doctrina, y no la sabiendo empadronen á todos los que no la saben y hagan que la aprendan, para lo cual se podrán ayudar de indios bien instruidos y de confianza (...)» 
(Capítulo 65, I Concilio de México).
«(...) donde no hubiere ministro que tengan cuidado de las dichas escuelas, que no las haya, mas de que en cada pueblo se pongan dos ó tres indios de confianza bien instruidos, que enseñen la doctrina cristiana á los niños, y á los que no la saben (...) y canten la dicha doctrina en alta voz, como suelen hacer (...)»
(Capítulo 66, I Concilio de México).

Posteriormente, en el II Concilio de Lima (1567-1568), se instituye la necesidad de otorgar ayudantes indígenas a los párrocos en lo concerniente a la doctrina; en particular, la constitución 118 se basa en su símil 12 del I Concilio, viniendo a decretar una clasificación pseudo-jerárquica entre el cura doctrinero, los alguaciles y los fiscales. Aunque los dos últimos se encontraban en la misma escala, sus labores y responsabilidades pasaron a ser distintas; así, mientras los alguaciles en términos generales debían dedicarse a reunir a los indígenas para su posterior evangelización o adoctrinamiento, los fiscales pasaron a contabilizar los nacimientos y bautizos, atender a enfermos, identificar focos de idolatrías y amancebamientos.

### Experiencias en Chile
Para el caso chileno en tanto, se aprecia su presencia en diversos lugares del país: Aculeo (1612), Rapel (1617) y Curimón (1646).

### Experiencias en Chiloé
La gran diferencia con las experiencias anteriores implementadas en América, se asocia a las labores que la figura del Fiscal chilote realizaba -sin la atención y supervisión de los misioneros-, en efecto, este asumió oficios y prerrogativas acompañadas de gran autonomía y responsabilidades, distintas a las que podría llevar a cabo un símil en otra parte del continente; dentro de las razones de ello se pueden mencionar las siguientes:
- La gran dispersión de poblados en el archipiélago, y que en gran parte explicaba también la forma en que fue llevado el proceso evangelizador en la zona;[n 3] en particular, las comunidades se veían desprovistas de religiosos durante largas temporadas, por lo que los fiscales, sotafiscales y patronos de capillas se transformaron en los encargados de mantener la continuidad de la obra misionera en ausencia de los misioneros.[17]

- La aplicación de un sistema de misiones circulares por parte de los jesuitas, dando pie a la formación de pequeños puntos de apoyo (costeros principalmente) donde se habrían de construir capillas,[18] teniendo el fiscal un rol fundamental en cada una de ellas;[19] de hecho, estos son considerados como verdaderos intermediarios culturales en materia de ritos y prácticas sincréticas que permanecen aún hoy, después de cuatro siglos.[17]

- La dotación de religiosos muchas veces era insuficiente.[17][20]

Al ser instituido este modelo pastoral en Chile, el Padre Luis de Valdivia determinó como insignia un bastón terminado en cruz, aunque para el caso del archipiélago de Chiloé, se aprecia la utilización de una cruz patriarcal que en muchos casos, resulta en coronación del báculo del estandarte.
En 1771 la población de indios en misiones en la isla superaba los 10.000 distribuidos que apenas tenían 15 religiosos y 2 legos; nunca hubo muchos, 18 sacerdotes en 1791, 12 en 1815 y 11 en 1816. Esto hizo necesarias las misiones circulares y el nombrar fiscales entre los feligreses locales.

## Evolución histórica
En un principio, la figura del fiscal estuvo dirigida específicamente a los indígenas, presentándose diversos problemas relacionados con las labores que debía prestar al encomendero; esta situación fue subsanada -al menos en teoría- por el Gobernador Pedro Osores de Ulloa en 1621 al dejar exentos de todo trabajo personal, militar o consejil a quienes ostentaran la categoría de fiscal, entregando la potestad de nombramiento a los sacerdotes previa aprobación del gobernador de la provincia. Sin embargo, existen antecedentes que permitirían afirmar que al menos en la época de la rebelión huilliche de 1712 aún se utilizaba a los fiscales en la encomienda chilota, a pesar de la oposición de los jesuitas.
El 2 de abril de 1741 en tanto, arribó a Chiloé Pedro Felipe de Azúa e Iturgoyen, primer obispo auxiliar de Concepción para dicha zona, iniciando una visita pastoral de al menos ocho meses en la que recorrió los tres curatos existentes (Chacao, Castro y Calbuco). Durante este período, el prelado realizó diversas tareas pastorales, entre las que se destaca el nombramiento como fiscales a españoles, con el fin de apoyar a dicha comunidad que vivía en el archipiélago, y que hasta esa fecha rechazaba la autoridad espiritual de los indígenas, toda vez que se consideraba una actividad donde el indígena evadía su responsabilidad con el encomendero.
Al respecto, algunas investigaciones sugieren que con la acción del obispo auxiliar Azúa, se configuraría por primera vez la figura de un fiscal para los españoles, sin embargo, existen antecedentes que indican que ya hacia 1724, dicha figura -en manos de los indígenas- era aceptada por lo menos en el curato de Calbuco; en particular, el Libro Primero de Bautismos de dicho curato, da principio el 15 de enero de 1724 con lo siguiente: 

«En la Santa Iglesia Parroquial del Fuerte de Calbuco en seis días del mes de agosto de mil setecientos veintiseis años.

Bauticé Sub-condi-tione, puse Óleos y Crisma a Alonso de edad de ocho meses bautizado por un fiscal en caso de necesidad, hijo legítimo de Juan Asencio Gutiérrez y de Norberta Almonacid. Padrinos Domingo Rollizo y Antonia Almonacid. Y de ello doy fe. 

Thomás Nieto de la Torre Párroco.»
(Libro Primero de Bautismos del Fuerte de Calbuco, 1724, citado en Barruel, 1997, p. 81).

En este contexto, la decisión del obispo auxiliar se focalizó más bien nombrar a españoles como fiscales para atender a su propio grupo (idealmente gente joven), reafirmando por cierto que al estar en unión residencial indígenas, mestizos y españoles, la condición eclesiástica era diferente.

## Disposiciones histórico-reglamentarias de la figura
La institución de los fiscales tiene un conjunto de disposiciones y reglamentaciones sinodales aplicables a la figura del fiscal chileno, mientras que para el caso del fiscal chilote, se aprecian disposiciones y reglamentaciones específicas en su forma sinodal y circular:

### Disposiciones genéricas
- Capítulos 7 y 9 de las constituciones emanadas del V Sínodo Diocesano de Santiago (1688) convocado por el Obispo de Santiago Bernardo Carrasco Saavedra.

- Títulos XIV y XIX de las constituciones emanadas del VI Sínodo Diocesano de Santiago (1763) convocado por el Obispo de Santiago Manuel de Alday y Aspée,[n 5] y que vinieron a reafirmar lo planteado en el sínodo realizado en 1688 (cap. 7 y 9 del anterior respectivamente).[3][18]

### Disposiciones particulares
- Título XX y sus respectivas constituciones emanadas del I Sínodo Diocesano de Ancud (1851) convocado por el obispo Justo Donoso.[26]

- Circular del obispo Francisco de Paula Solar fechada el 2 de septiembre de 1862 y que consigna las distintas obligaciones exigibles a los fiscales de Chiloé, sotafiscales y patronos,[17] anexando además una función especial: la de vigilar y/o denunciar delitos y pecados de carácter público.[25]

- Circular del vicario capitular de la diócesis de Ancud fechada el 2 de agosto de 1883, en las que confirma las reglamentaciones planteadas en 1862.[17]

- "Pequeño manual del diocesano para Chiloé" escrito por el obispo Ramón Munita Eyzaguirre en 1935 en las que describe de manera acotada las obligaciones, reglas del culto y privilegios de los seglares.[27]

- "Manual del Diocesano y del Fiscal" escrito por el obispo Ramón Munita Eyzaguirre en 1938 en las que detalla -entre otras materias- las obligaciones, reglas del culto y privilegios del fiscal de Chiloé, los sotafiscales y patronos.[28]

## Sotafiscales
En conjunto con la institución del fiscal chilote, se debe acotar que también existía la figura de los sotafiscales, una especie de ayudante que siempre eran jóvenes indígenas que aún no tenían la edad de tributar, y que podrían llegar a ser Fiscales con posterioridad. Al respecto, durante el denominado Primer Sínodo Diocesano chileno de la Época Republicana (1851) llevado a cabo en la ciudad de Ancud, se señalaba que estos:

«(...) son nombrados para suplir las ausencias y enfermedades de los fiscales, debiendo entonces desempeñar las funciones, y cumplir todos los deberes que incumben a los fiscales». (I Sínodo Diocesano de Ancud, 1851)

Al instaurarse esta institución laical, tanto la figura del fiscal como de los sotafiscales eran privativas de los varones, situación que ha cambiado con los siglos, pudiéndose apreciar en la actualidad un fuerte protagonismo femenino.